# 伊利近街

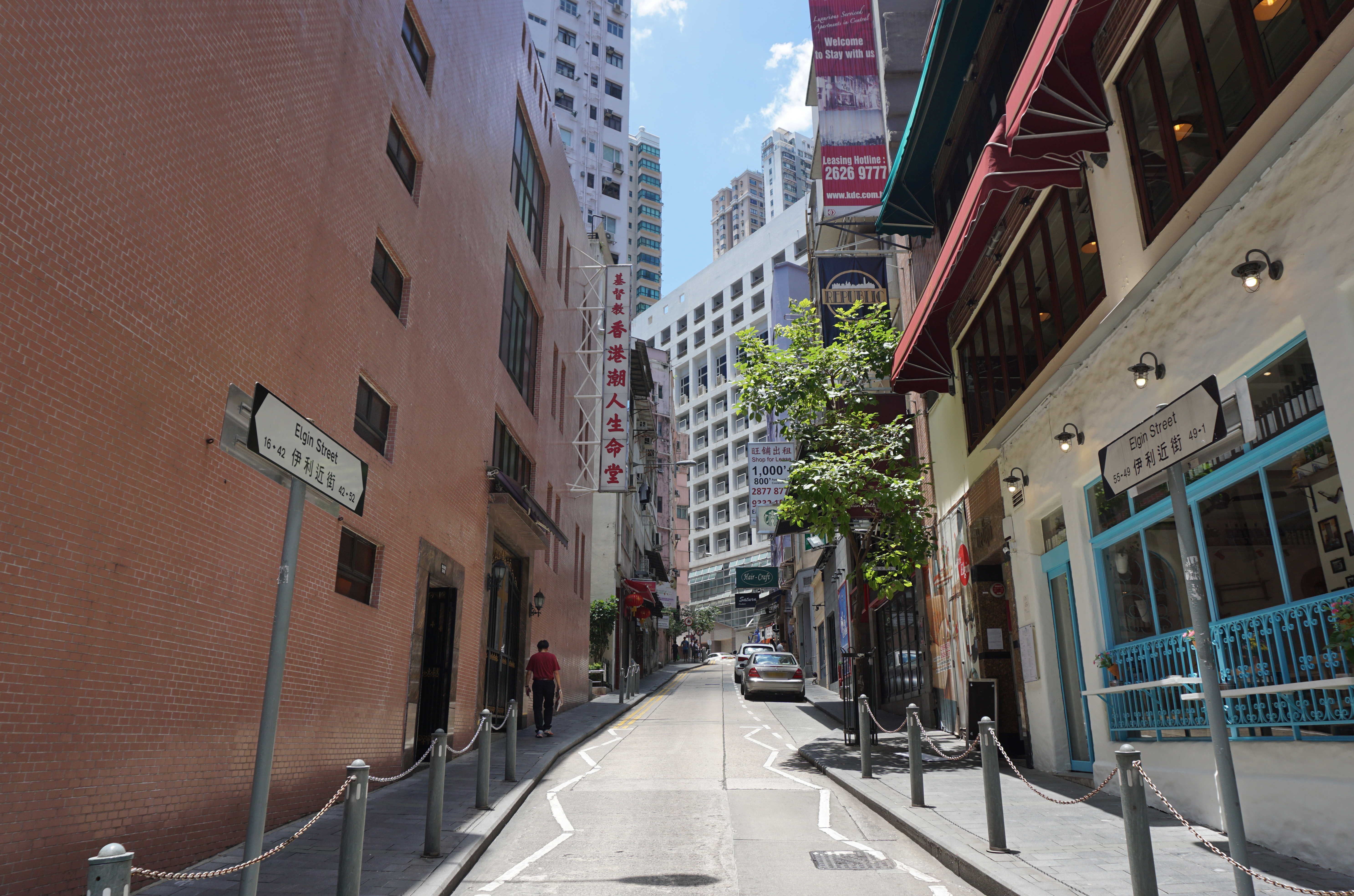
伊利近街南端

伊利近街（英語：Elgin Street），俗稱「泥街」，是位於香港中環以南，半山區堅道以北的一條山坡單線上山行車路。

## 特色
伊利近街名字来自英國專員伊利近（James Bruce, 8th Earl of Elgin）。此外，伊利近街之所以又叫泥街，皆因每逢下雨，就有沙泥滿街，所以有泥街之名。街道路面早期以泥土築成，每到雨天，從堅道上沖下來的雨水，令街道滿佈泥濘，即使天晴，也是泥塵遍地，居民於是俗稱此街為「泥街」。

## 景点
伊利近街南段現在成為中環蘇豪區的一部份，有不少外國風格的美食餐廳，中外遊客眾多，人流不絕。伊利近街中上段與中環至半山自動扶梯系統交架，所以中外遊人更加多。

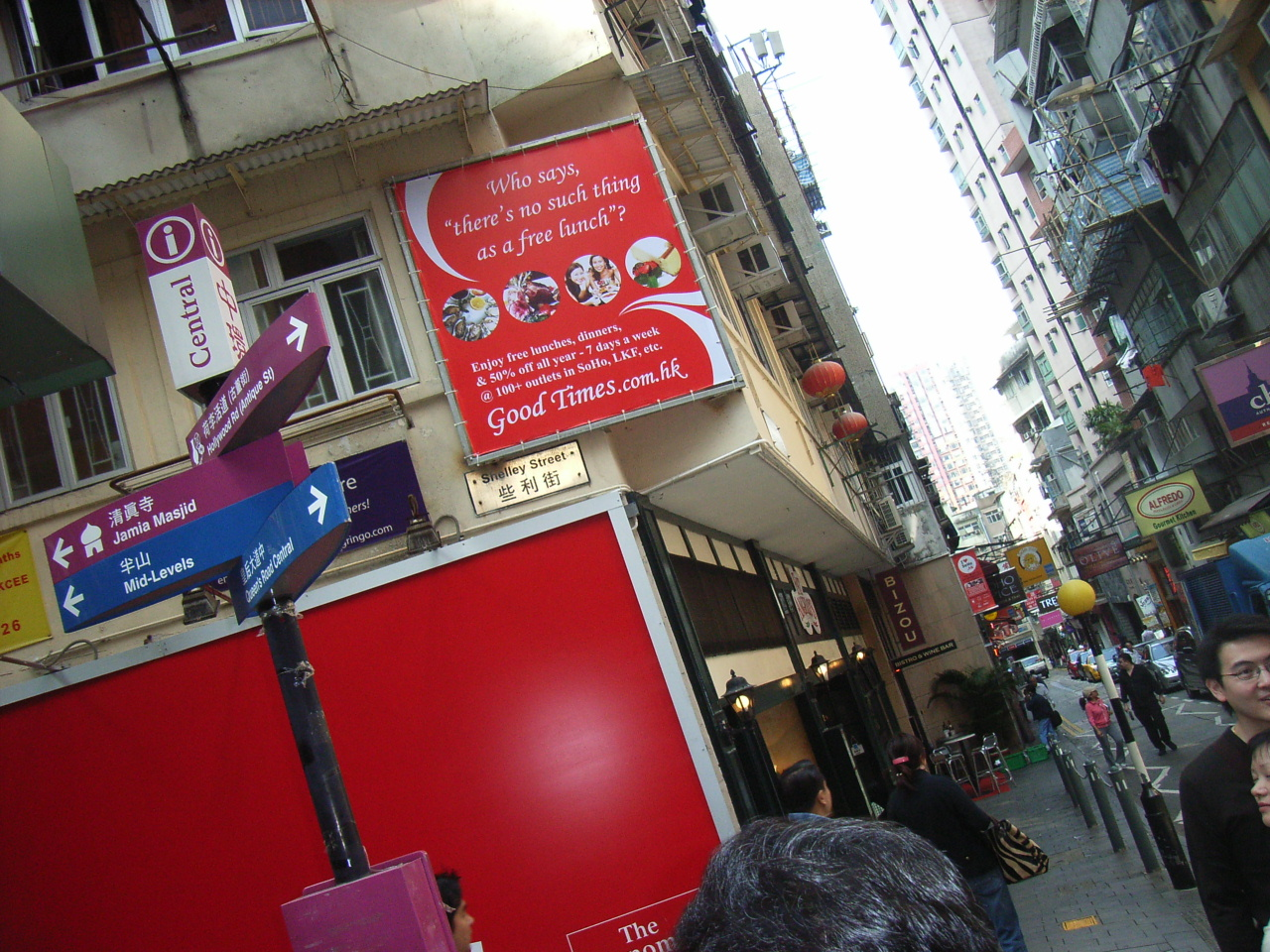
伊利近街之中段，於些利街中環至半山自動扶梯系統交匯點西望
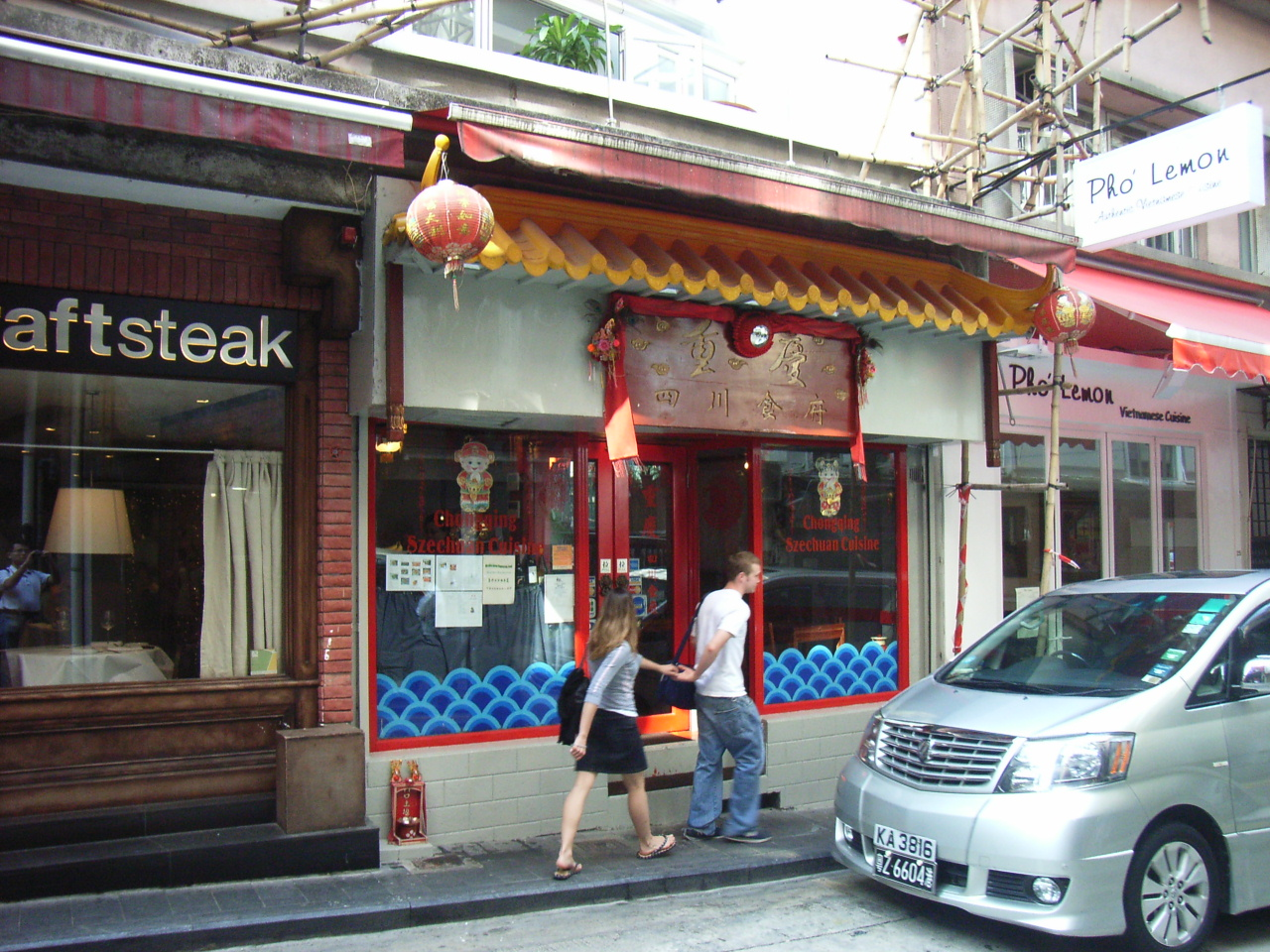
眾多的西餐廳進註之後的伊利近街北段
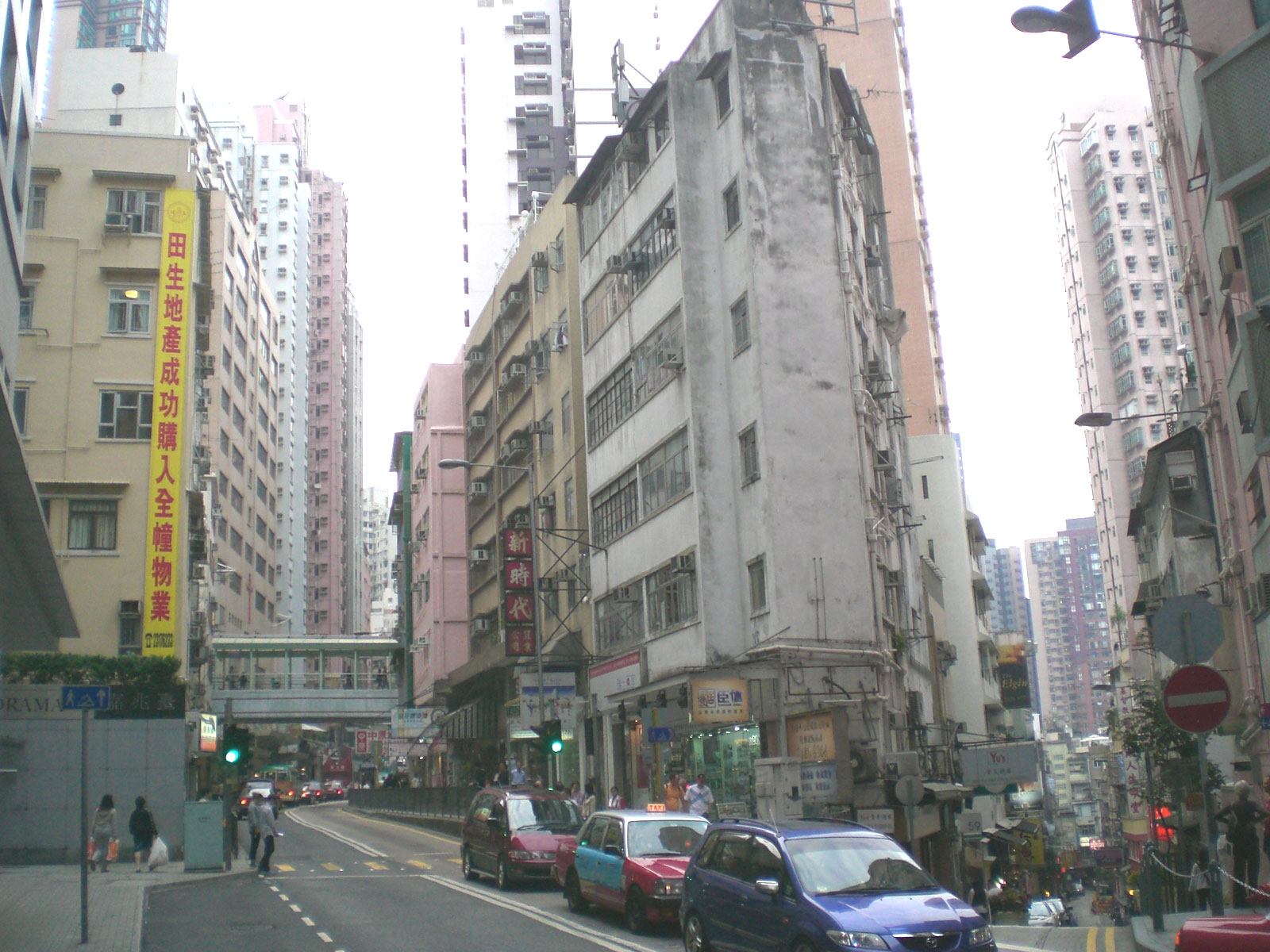
中環至半山自動扶梯系統鄰近堅道與伊利近街交界
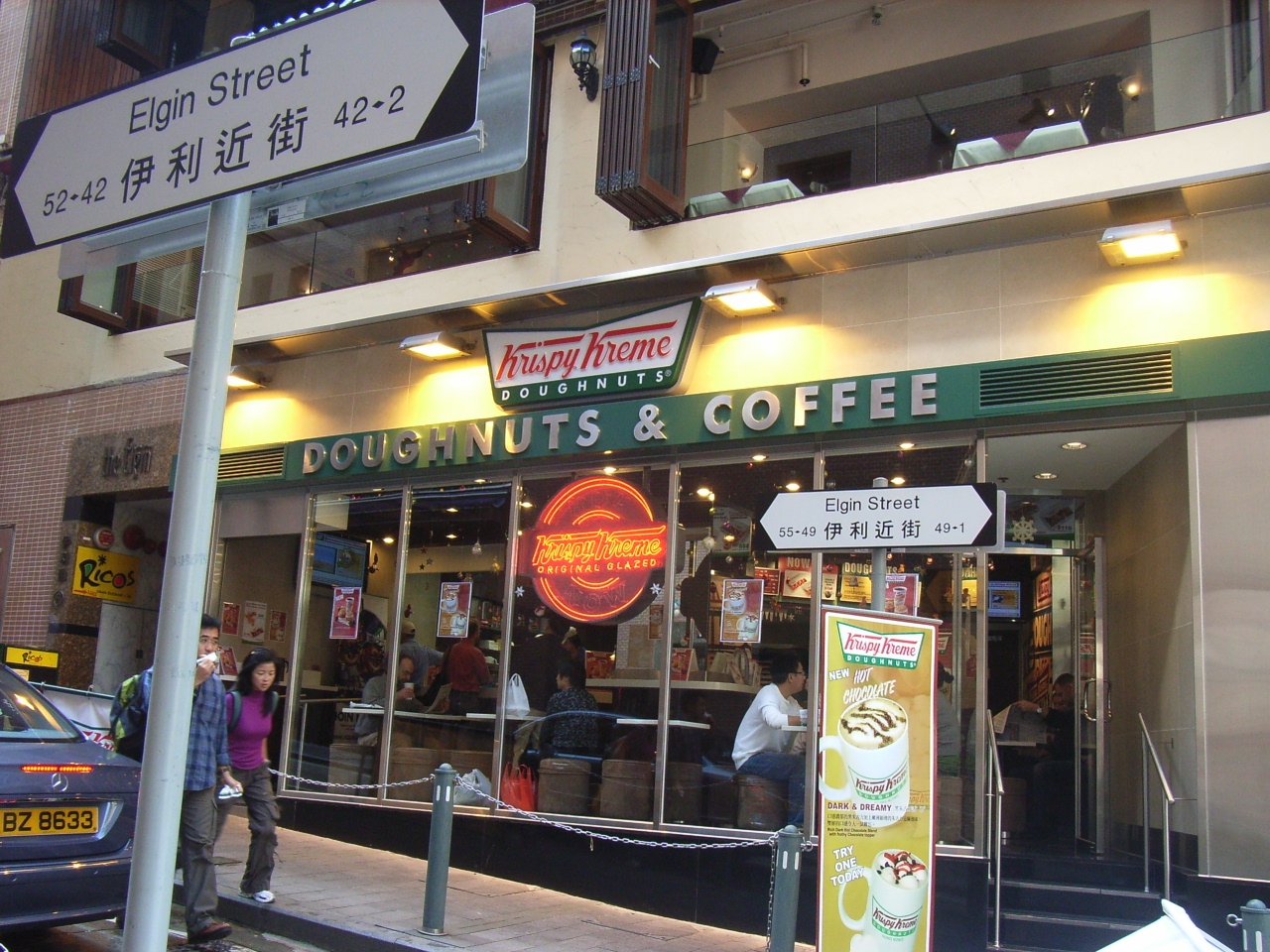
在2006年11月於伊利近街開業的西式快餐店

伊利近街中下段被卑利街及士丹頓街切開，風景南轅北轍。 伊利近街的北段，仍然存有數個特色的大牌檔，曾經包括現已搬入店舖內的民園麵家和它旁邊的玉葉甜品 。

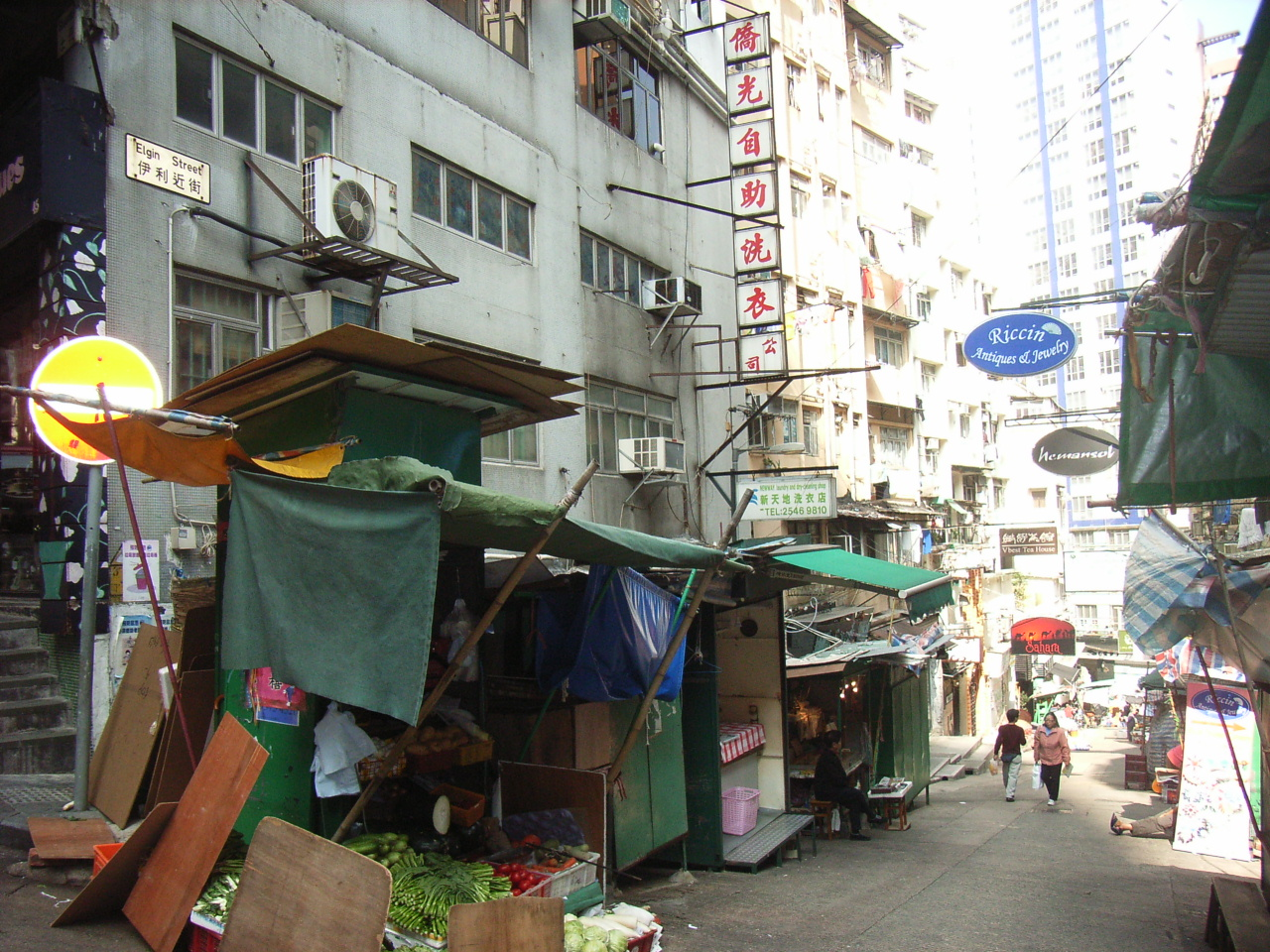
伊利近街下方的大牌檔
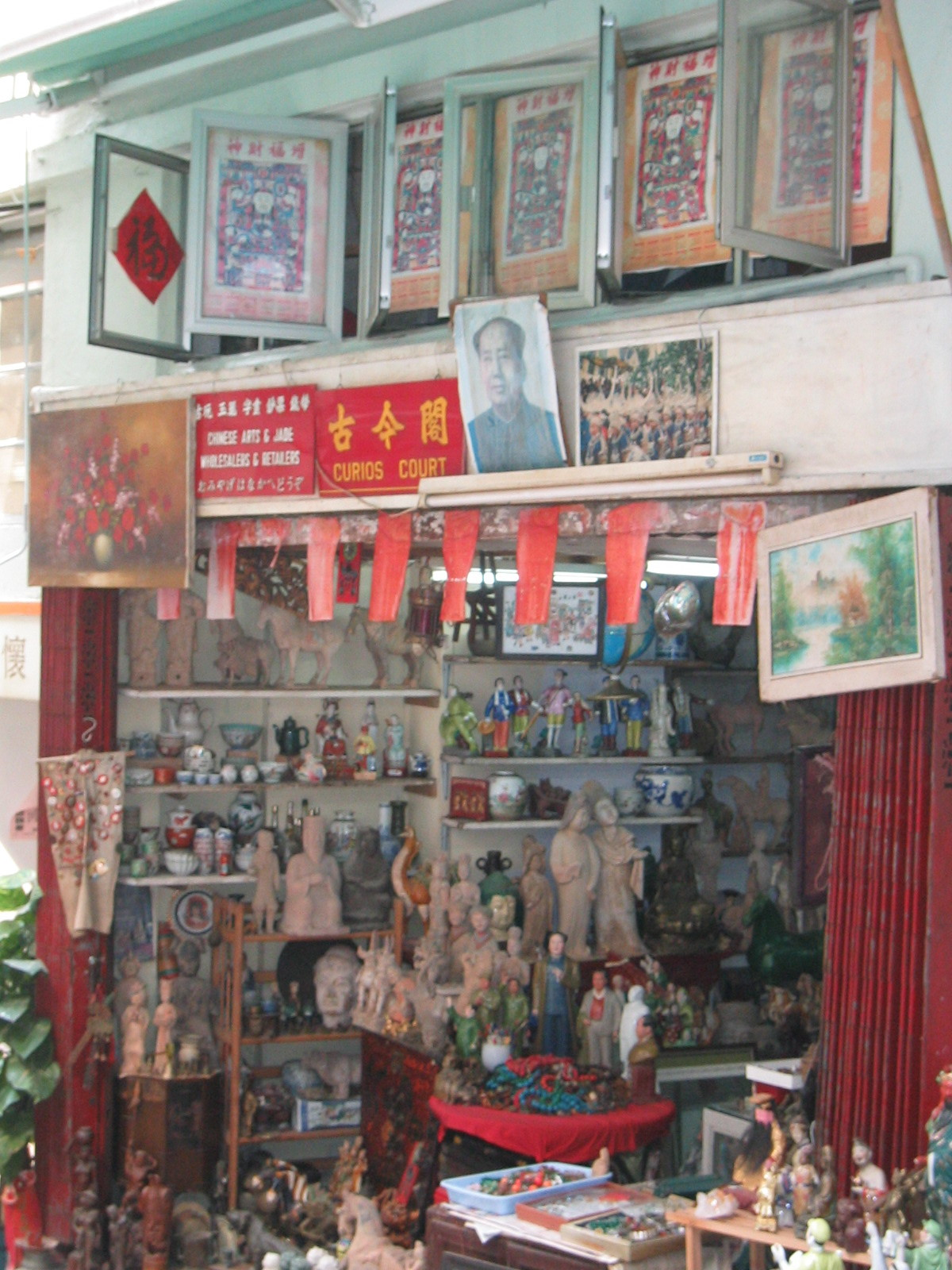
古玩店有文革用品
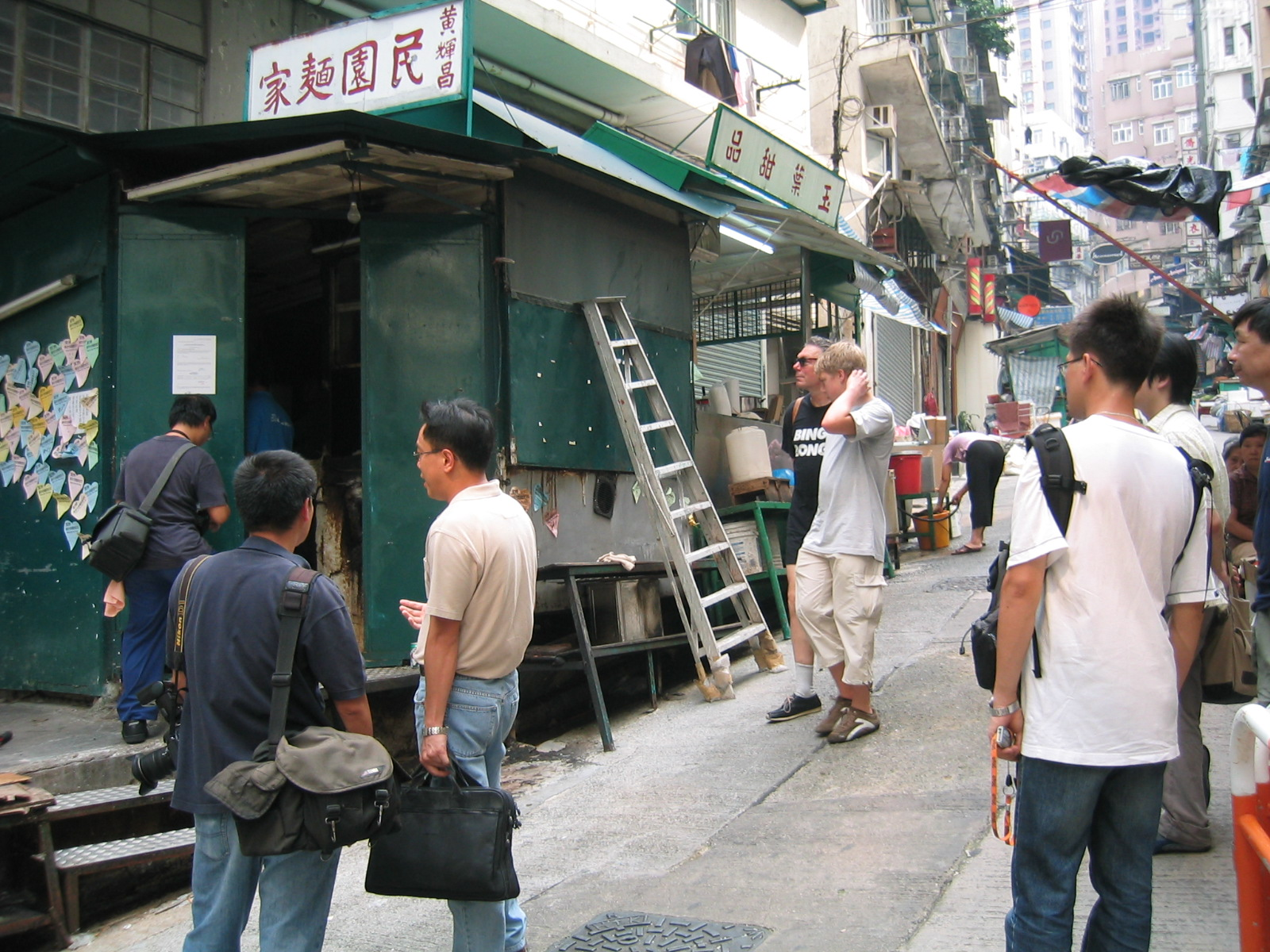
在2005年8月的民園麵家（大牌檔）
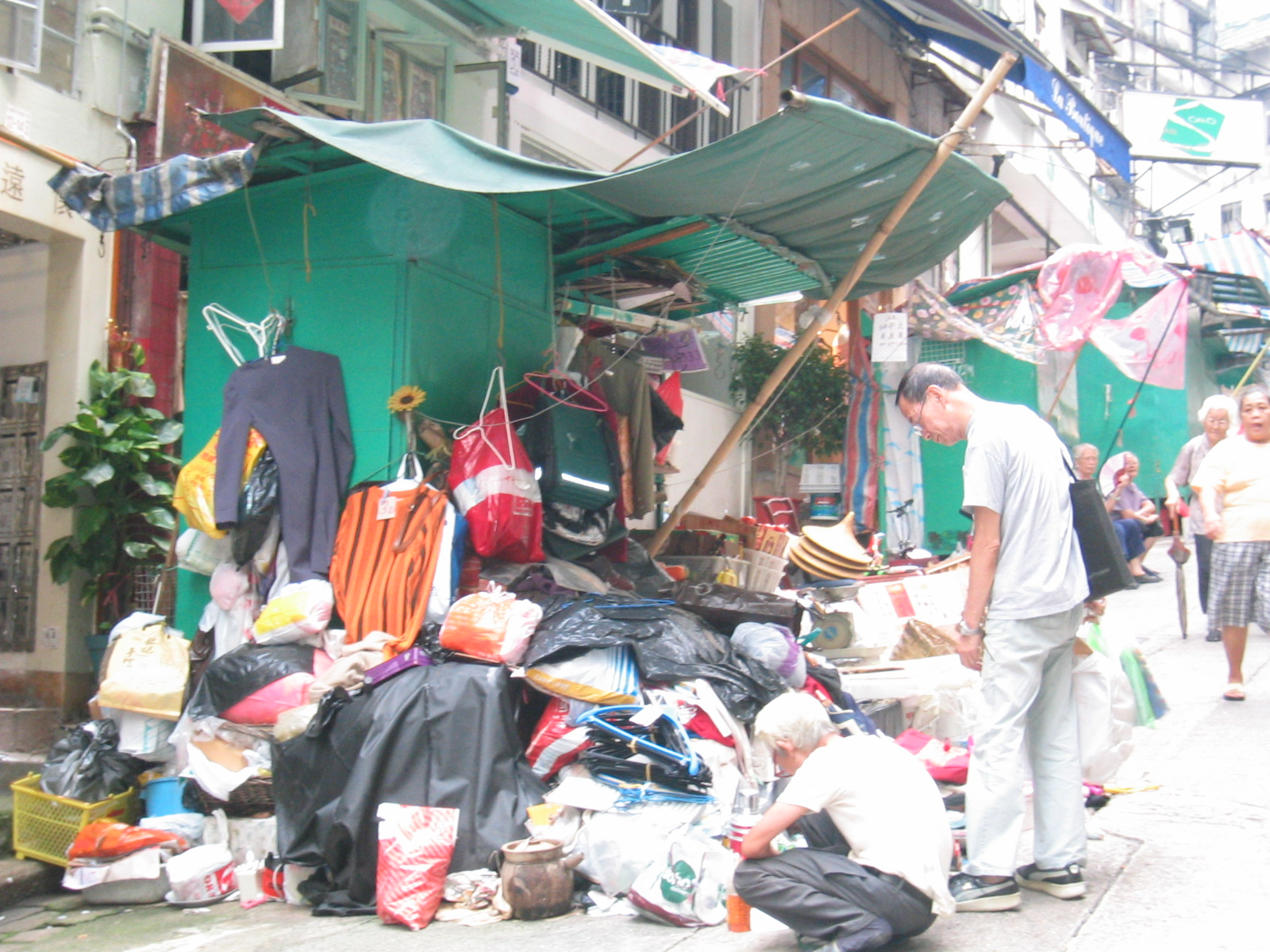
本土經濟，二手故衣店
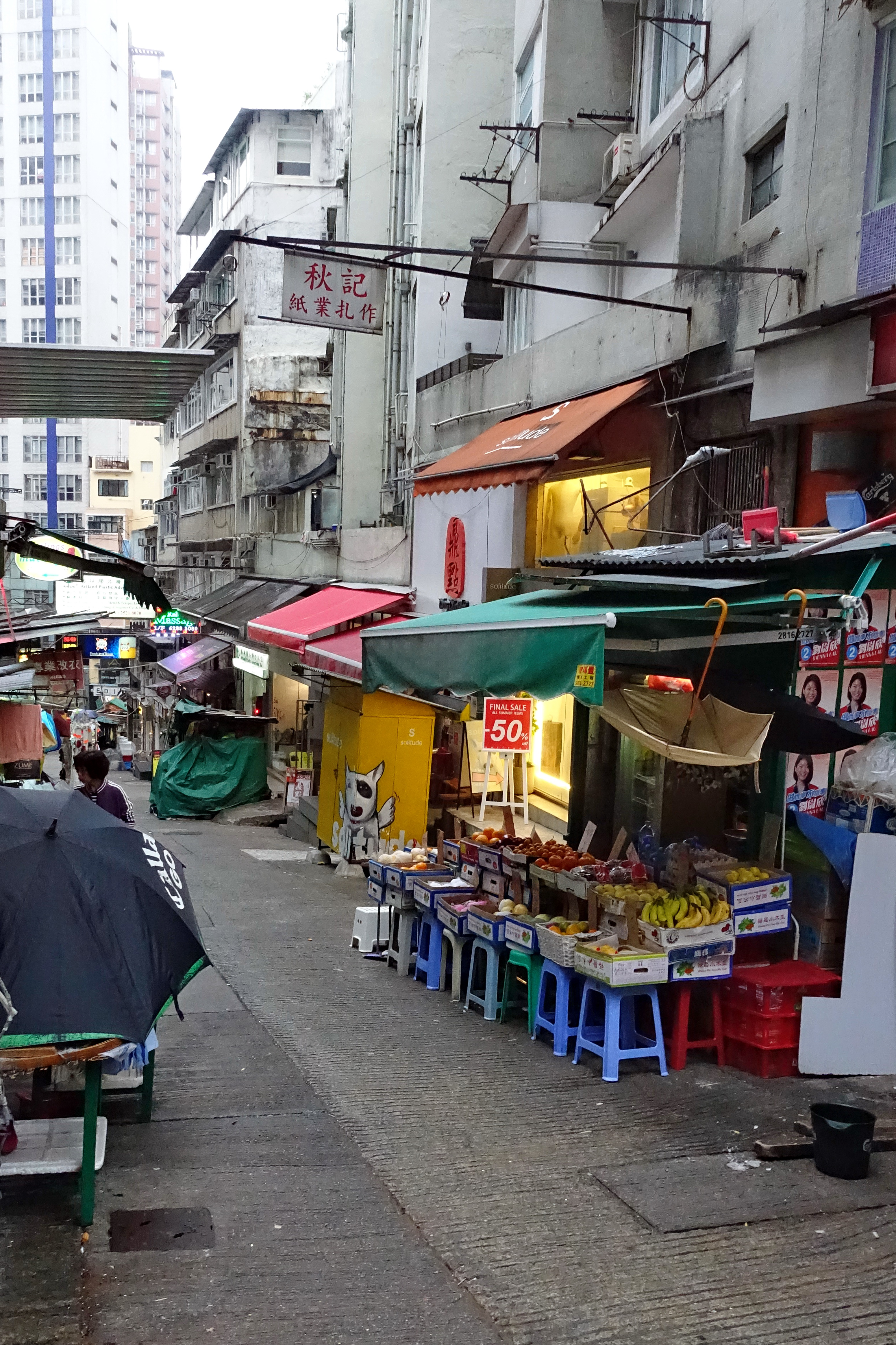
從士丹頓街望向伊利近街的北段